# Suijutsu

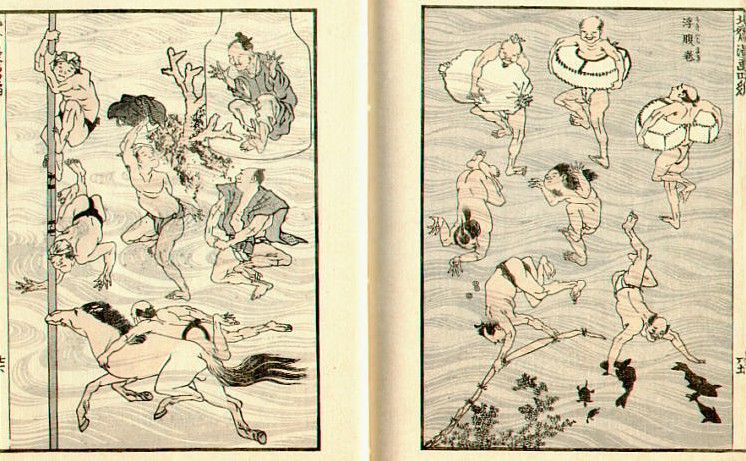
Volume 4 du manga Hokusai

Le Suijutsu (水術) ou suieijutsu (水泳術) est un art martial japonais du combat aquatique en armure.